# Palais Rosenhöhe

Das ehemalige Palais Rosenhöhe, um ca. 1900

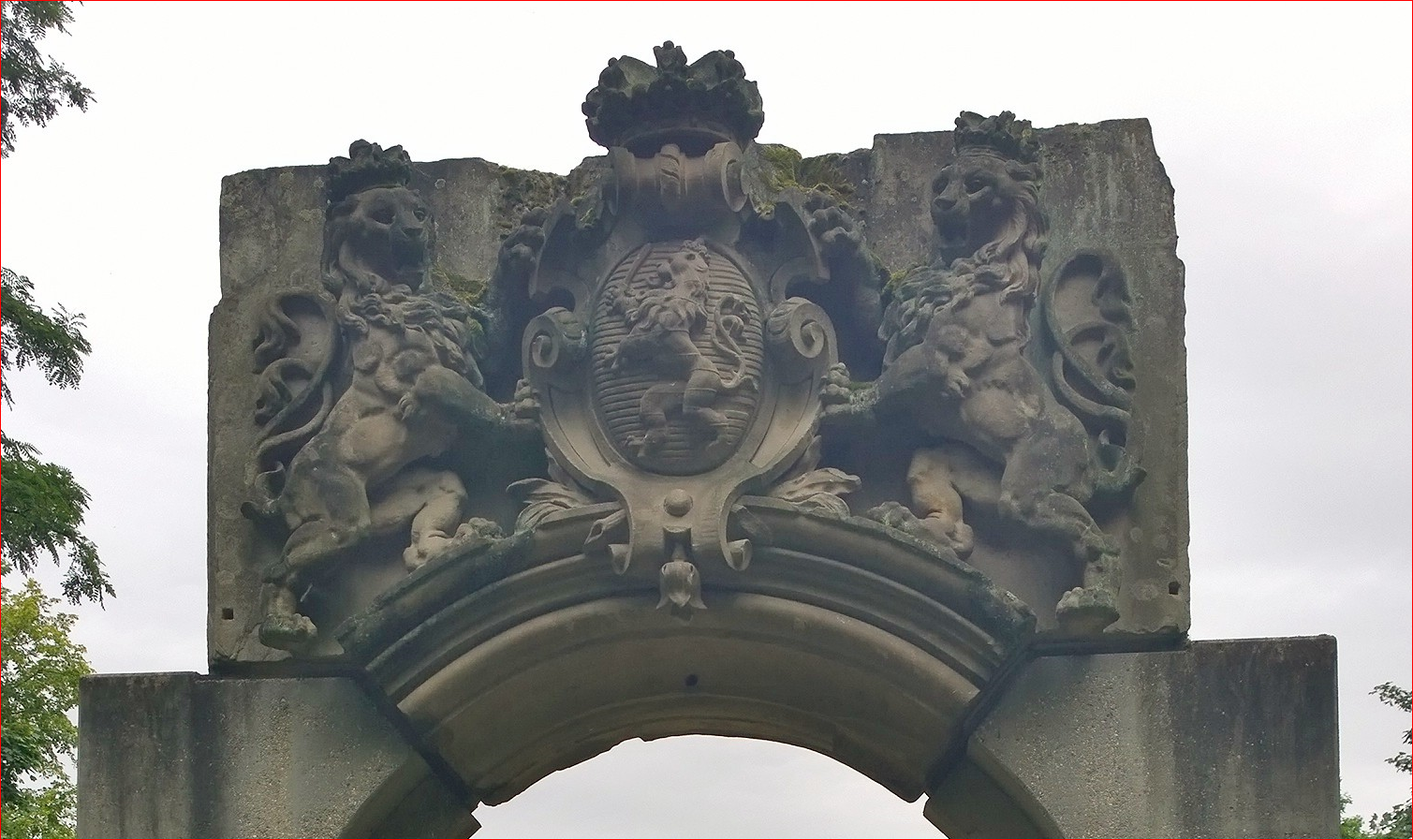
Das alte Wappen mit dem hessischen Löwen vom Eingangsportal des ehemaligen Palais, Blickrichtung West

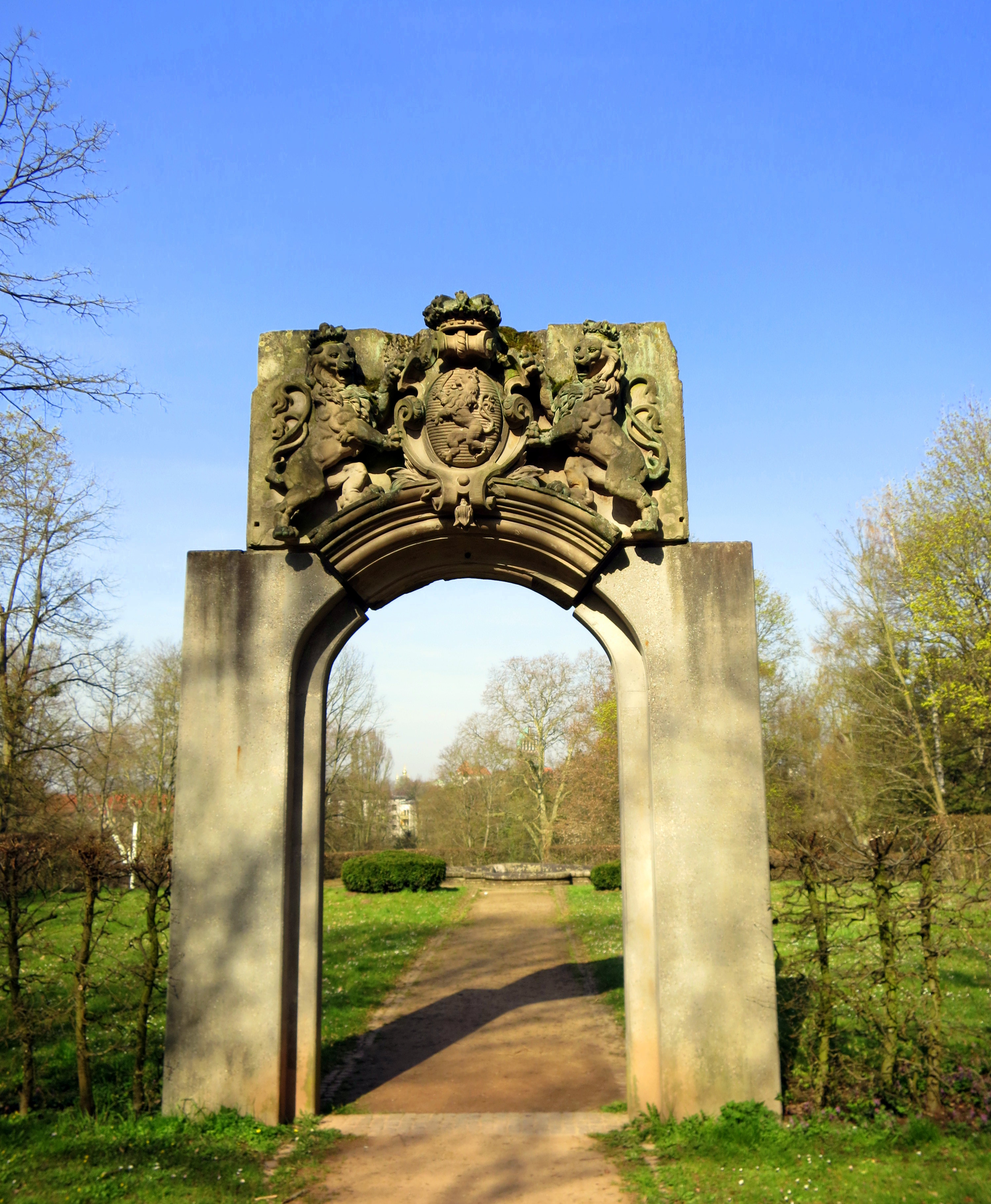
Wappenrest des ehemaligen Eingangsportals, die Sichtachse ist noch erahnbar (goldene Kuppeln der Russischen Kapelle der Mathildenhöhe)

Das Palais Rosenhöhe war ein adeliges neuzeitliches Stadtpalais des Bruders des hessisch-darmstädtischen Großherzogs Ludwig IV., Wilhelm von Hessen-Darmstadt, im achtzig Jahre vorher angelegten Park Rosenhöhe östlich der Altstadt von Darmstadt in Hessen.

## Lage
Das Palais war Teil der Anlage des Parkes Rosenhöhe. Es lag nur etwa 200 Meter östlich des Ostbahnhofes der Stadt Darmstadt am heutigen den Park durchziehenden Thießweg auf etwa 180 m ü. NHN nördlich der den Park südlich begrenzenden Erbacher Straße, die heute nördlich der B26 Richtung Dieburg verläuft.

## Chronik der Rosenhöhe

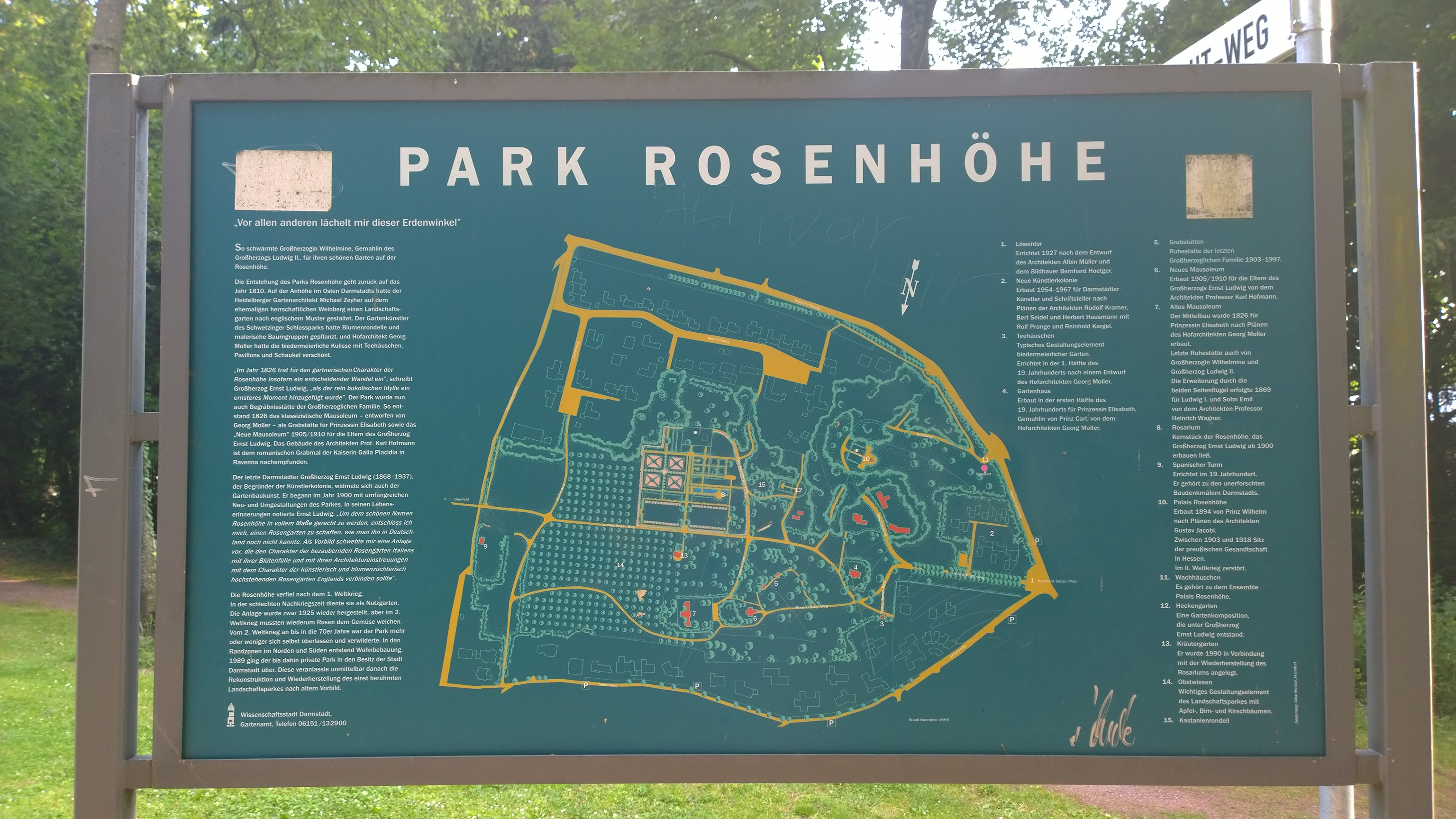
Informationstafel Rosenhöhe (Standort mit Nr. 11, das Palais mit Nr. 10 gekennzeichnet)

Die kurze Geschichte des Stadtpalais ist eng mit dem Park Rosenhöhe verbunden.
1810, nach Erwerb des damals „Busenberg“ genannten Gebietes durch Wilhelmine, badische Prinzessin und Ehefrau des damaligen hessisch-darmstädtischen Erbprinzen Ludwig, der ab 1830 als Großherzog Ludwig II. im Großherzogtum von Hessen und bei Rhein regierte, beauftragte sie den Gartenarchitekten Johann Michael Zeyher einen „Garten in neuzeitlichem Geschmack“ anzulegen. Zeyher, als Nachfolger von Friedrich Sckell (1750–1823) Gartenbaudirektor in Schwetzingen und für sein Können bekannt, legte den Park im Stil eines englischen Landschaftsgartens mit geschwungenen Wegen und vielen seltenen Bäumen und Sträuchern an. Pavillons sowie das heute noch stehende Teehäuschen von Georg Moller (1784–1852) ergänzten den Park zusammen mit einem recht bescheidenen, aber von Georg Moller entworfenen, Wohnhaus, das die Großherzogin als Sommersitz nutzte. Am einfachen Landhaus prangte die Inschrift „Wie kein anderer lächelt mir dieser Erdenwinkel.“ Die Rosenhöhe, von Wilhelmine nun so genannt, diente ihr als Rückzugsort vom Darmstädter Hofleben.
Das Alte Mausoleum, 1826 für ihre früh verstorbene Tochter Elisabeth (1821–1826) errichtet, begründete die Tradition der Rosenhöhe als Begräbnisstätte der großherzoglichen Familie. Nach dem Tod Wilhelmines fiel der Park als Erbe an ihren jüngeren Sohn Prinz Carl (1809–1877), der zusammen mit seiner Frau, der preußischen Prinzessin Elisabeth (1815–1885) die Tradition der Rosenhöhe als Sommersitz fortführte. In diese Zeit fällt die Errichtung des noch heute vorhandenen, verschindelten Gartenhauses. Nach dem Tod Elisabeths ging der Park in den Besitz ihrer beiden Söhne – Ludwig, der spätere Großherzog Ludwig IV., und Wilhelm – über. Die Brüder teilten die Anlage und manifestierten diese Teilung durch eine durch den Park führende Mauer.
Nach dem Tod des Prinzen Wilhelm und des Großherzogs Ludwig IV. war der Park komplett in Besitz von Großherzog Ernst-Ludwig (1868–1937). Er ließ für seine Eltern und Geschwister das Neue Mausoleum errichten. Das vom Architekten Karl Hofmann (1856–1933) entworfene Bauwerk ist in innerer und äußerer Ausführung dem Grabmal der Kaiserin Galla Placidia in Ravenna nachempfunden. Auch seine im Alter von acht Jahren verstorbene Tochter Elisabeth, „das Prinzeßchen“, ließ Großherzog Ernst-Ludwig im Park beisetzen. Ihr Grab ziert eine wunderschöne Engelsfigur, die vom Jugendstilkünstler Ludwig Habich (1872–1949) geschaffen wurde.
Das Herzstück des Parks – das Rosarium – wurde vom Gartenmeister Ernst-Ludwigs Ludwig Dittmann Anfang des 20. Jahrhunderts angelegt. Ziel war es, einen „Garten zu schaffen, wie ihn Deutschland noch nicht kannte.“ Dazu wurde die architektonische Strenge italienischer Gärten mit der Pflanzenvielfalt und Blütenpracht englischer Gartenkunst kombiniert. Das zur letzten Ausstellung der Darmstädter Künstlerkolonie auf der Mathildenhöhe 1914 von Albin Müller (1871–1941) und Bernhard Hoetger (1874–1949) geschaffene Löwentor erhielt 1926 seinen Platz am Eingang des Parks mit zu diesem Zweck neu gestalteten Klinkerpfeilern. Der 1937 gestorbene Ernst-Ludwig und seine nur einen Monat später beim Flugunfall von Ostende tödlich verunglückte Witwe Eleonore (1871–1937), sein ältester Sohn Donatus (1906–1937) sowie dessen Frau Cäcilie (1911–1937) und deren beiden Kinder fanden im Park ihre letzte Ruhestätte.
Nach dem Zweiten Weltkrieg wurden im Parkinneren und in der Nähe des Löwentores mehrere Künstler- und Atelierhäuser errichtet. Sie werden teils heute noch von Künstlern bewohnt. In den 1970er Jahren wurde eine Bebauung der Rosenhöhe diskutiert, die Stadt Darmstadt und die großherzogliche Vermögensverwaltung einigten sich aber auf eine Bebauung nur der Randbezirke des Parks im Süden und Norden. Im Gegenzug ging der Innenbereich des Parks 1979/1980 zum überwiegenden Teil in städtisches Eigentum über.
Die Stadt ließ das überwucherte und zerfallene Rosarium wieder herrichten. Neben dem Gärtnerhäuschen wurde zusätzlich ein Kräutergarten angelegt und seit 1995 unterstützt ein Förderverein Park Rosenhöhe die Stadt bei ihren Bemühungen, den unter Denkmalschutz stehenden Park zu erhalten.

## Palais Rosenhöhe

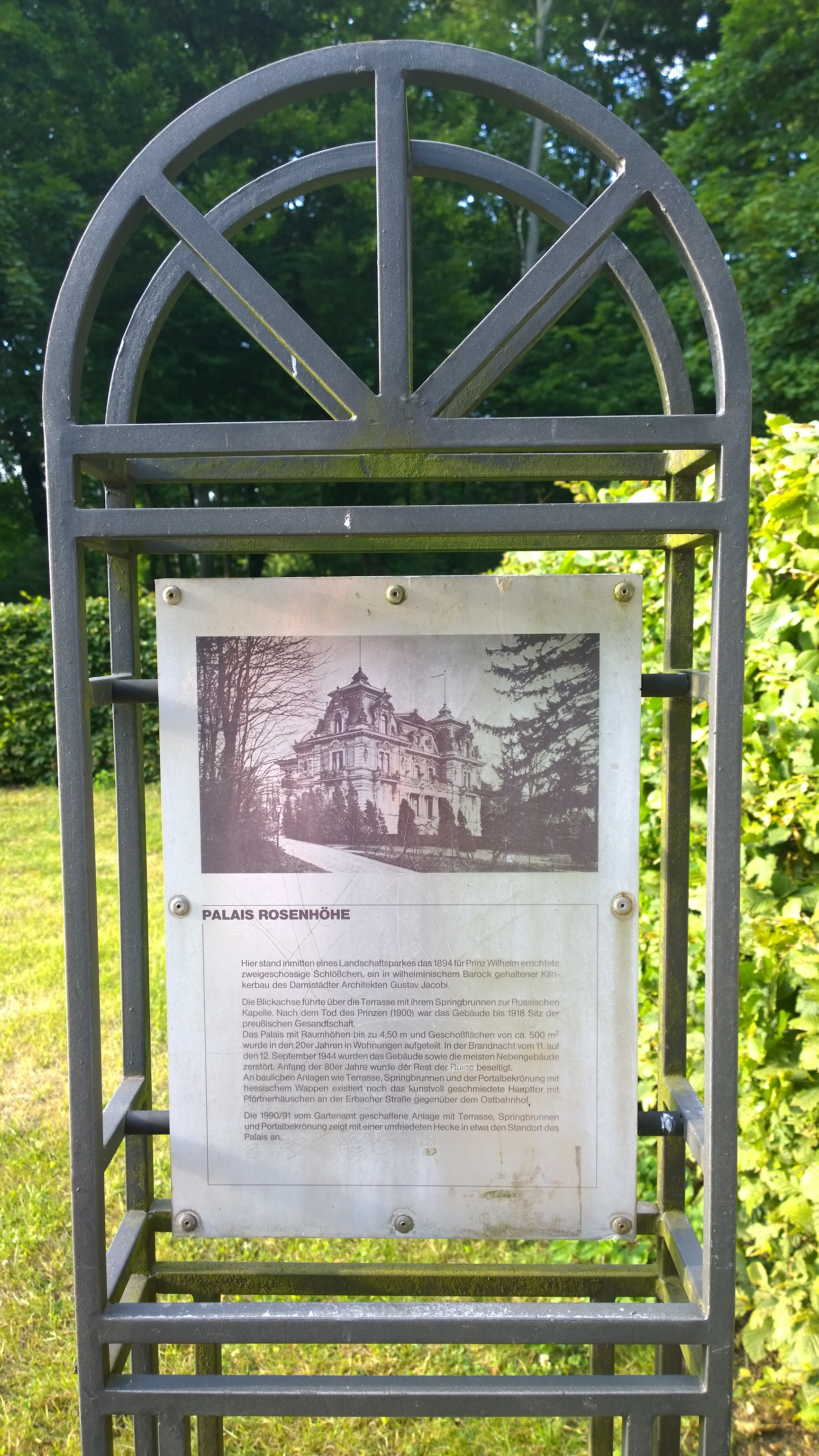
Informationstafel am östlichen Eingang

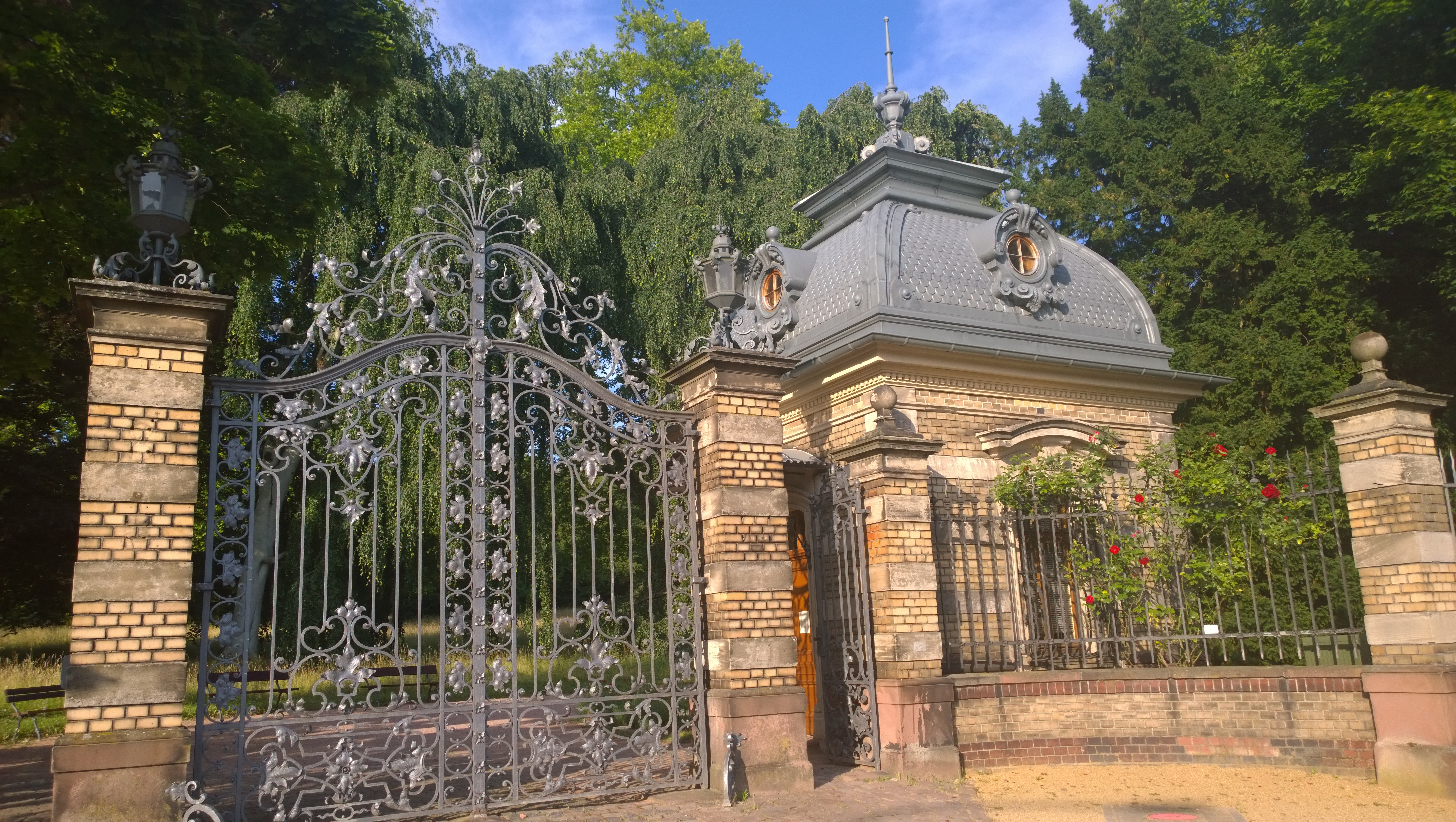
Restauriertes ehemaliges Pförtnerhäuschen vom südwestlichen Eingang zum Park

Bis 1894 entstand im südlichen Parkteil, der dem Palais auch seinen Namen gab, nach den Plänen von Gustav Jacobi ein im Stil des Historismus erbautes zwischen Elementen des Neobarock und Neoklassizismus schwelgendes Palais, das sich Prinz Wilhelm (eigentlich Wilhelm Ludwig Friedrich Georg Emil Philipp Gustav Ferdinand von Hessen und bei Rhein) als Wohnsitz errichten ließ. Der fünfachsige, zweigeschossige Bau und doppelläufiger Freitreppe über dem Eingangsportal hatte an allen Ecken vollständig ausgebaute turmhaubenartige Dachgeschosse mit verzierten Dachgauben. Westlich stand eine auf Säulen getragene Auslucht (Standerker) vor, die fast die komplette Seite einnahm und von einem verzierten Balkon gekrönt wurde, wie es sich in viel größerer Form am Neuen Palais fand. Die Geschossfläche betrug mehr als 500 Quadratmeter und besaß Raumhöhen bis 4,50 m. Die angelegte Sichtachse führte über eine Terrasse mit Springbrunnen zur Russischen Kapelle. Durch das Wachsen der Bäume des Parkes ist diese Sichtachse nur noch an den sichtbaren Spitzen der goldenen Kuppeln der Russischen Kapelle wahrnehmbar.
Nach Wilhelms Tod im Jahr 1900 erbte sein Neffe Großherzog Ernst Ludwig das Anwesen, von 1903 bis 1918 war es Sitz der preußischen Gesandten im Großherzogtum Hessen. Nach dem Ersten Weltkrieg wurde es in Wohnungen umgewandelt.
Ab 1921 hatte Großherzog Ernst Ludwig nach dem Tod von Karl Ernst Osthaus dem Folkwang-Verlag und dem Fotografen Albert Renger-Patzsch und Künstler Ernst Fuhrmann das Palais für deren fotografisches Archiv unentgeltlich zur Verfügung gestellt. Damit wurde der Verlag zu einem Zentrum der Fotografie der Neuen Sachlichkeit. Nach dem Konkurs des Verlages 1923 konnte auch sein Nachfolger, der Aurigia-Verlag das Domizil nutzen.
In der Bombennacht vom 11. September 1944 brannte es bei einem Luftangriff auf Darmstadt völlig aus und wurde in den frühen 1960er Jahren fast vollständig abgetragen. Letzte Reste wurden erst Anfang der 1980er Jahre beseitigt.
Heute erinnern eine Hainbuchen-Hecke an die Umrisse des Palais; das erhaltene Eingangsportal mit hessischem Wappen an der östlichen Stirnseite, ein neu angelegter Brunnen mit Terrasse und eine Erklärungstafel verweisen auf das vergangene Bauwerk. Ebenfalls erhalten hat sich das ehemalige dazugehörende Pförtnerhaus an der Erbacher Straße, gegenüber dem Ostbahnhof.

Gegenwart
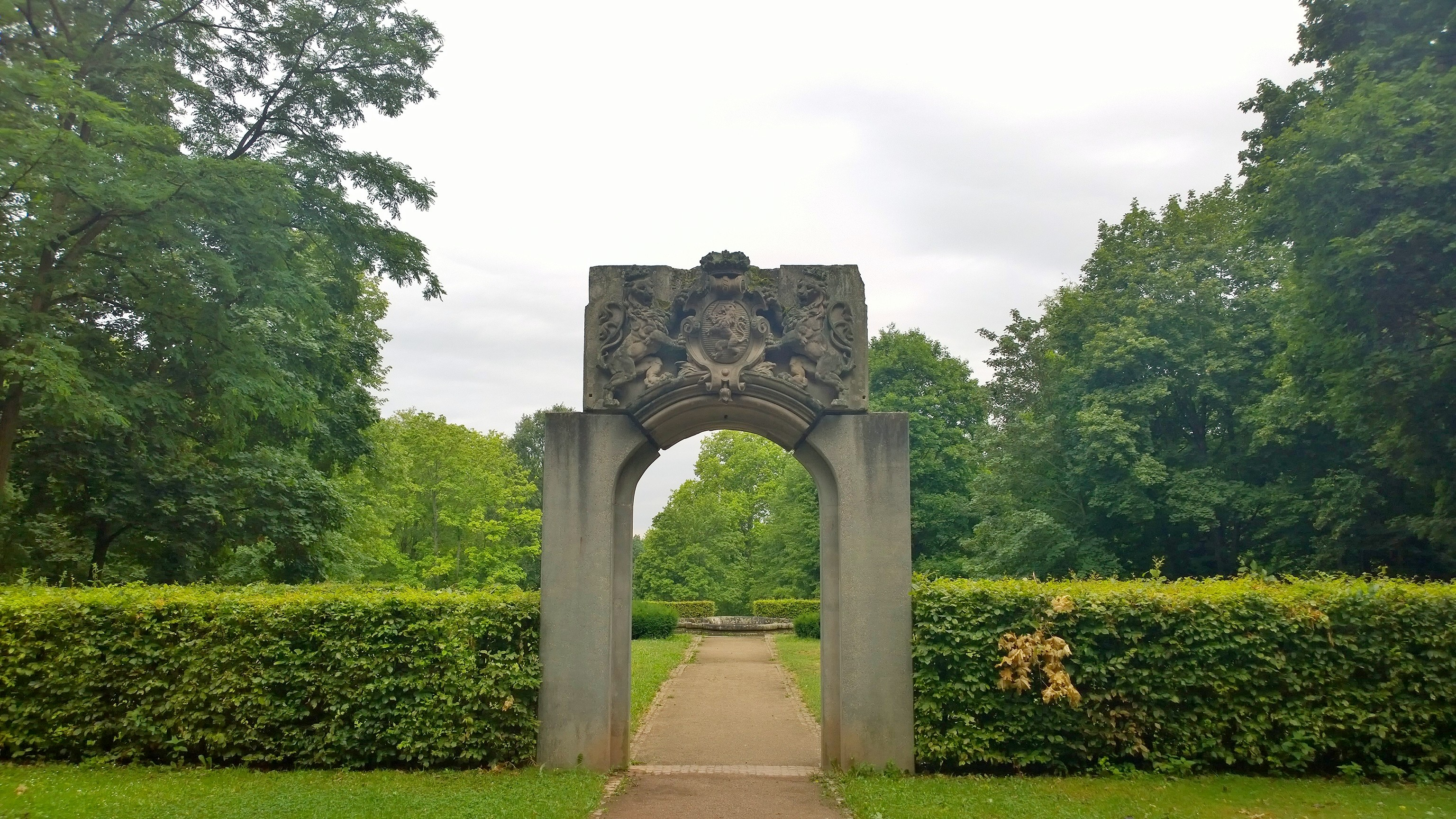
Das alte Wappen mit dem hessischen Löwen vom Eingangsportal des ehemaligen Palais, Blickrichtung West
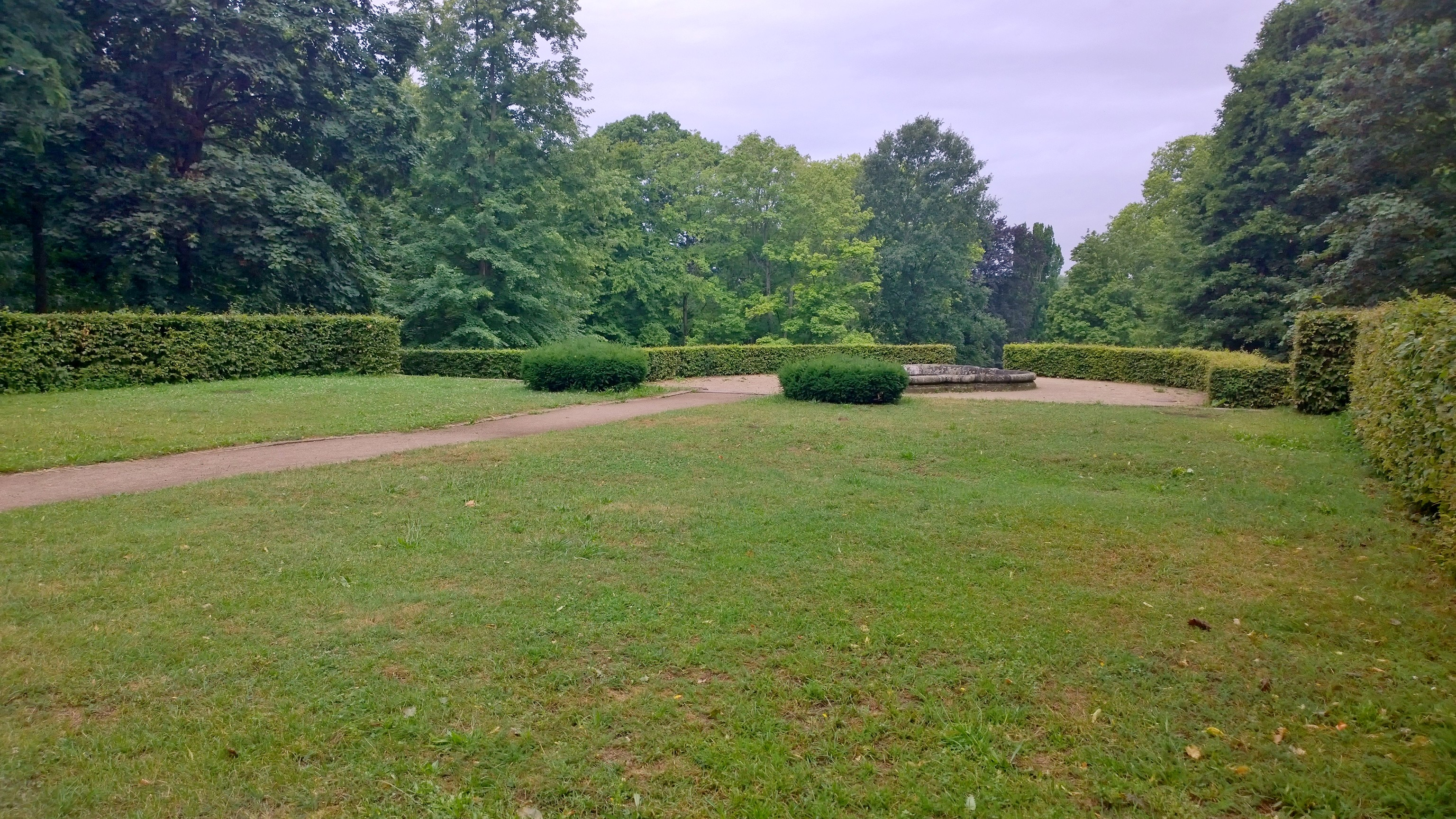
Fläche des ehemaligen Palais mit Hecke, die Lage und Umriss kennzeichnet. Mittig hinter dem Brunnen stand der ausgesetzte halbrunde Erker
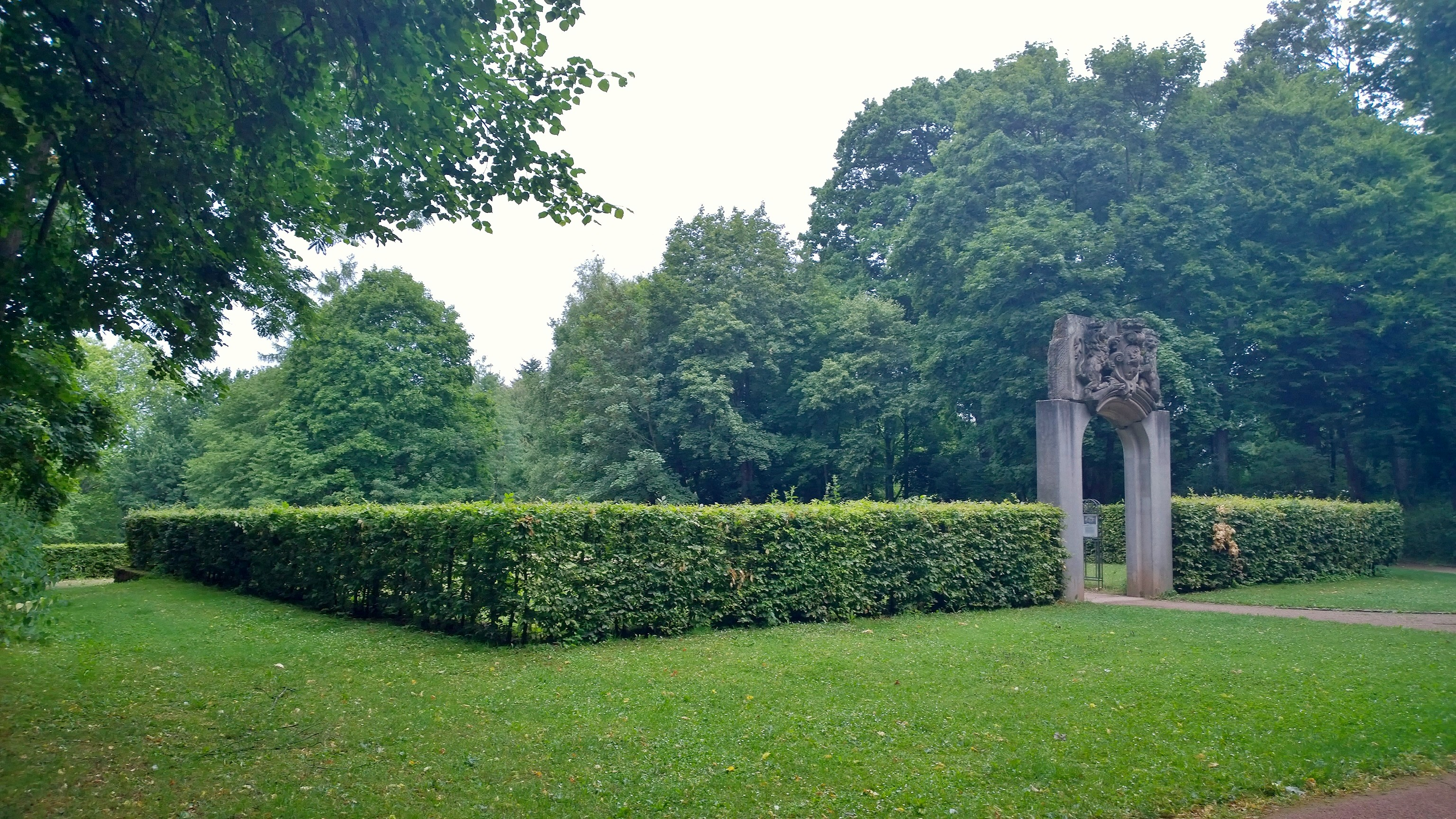
Lage des abgegangenen Palais vom Thießweg aus fotografiert
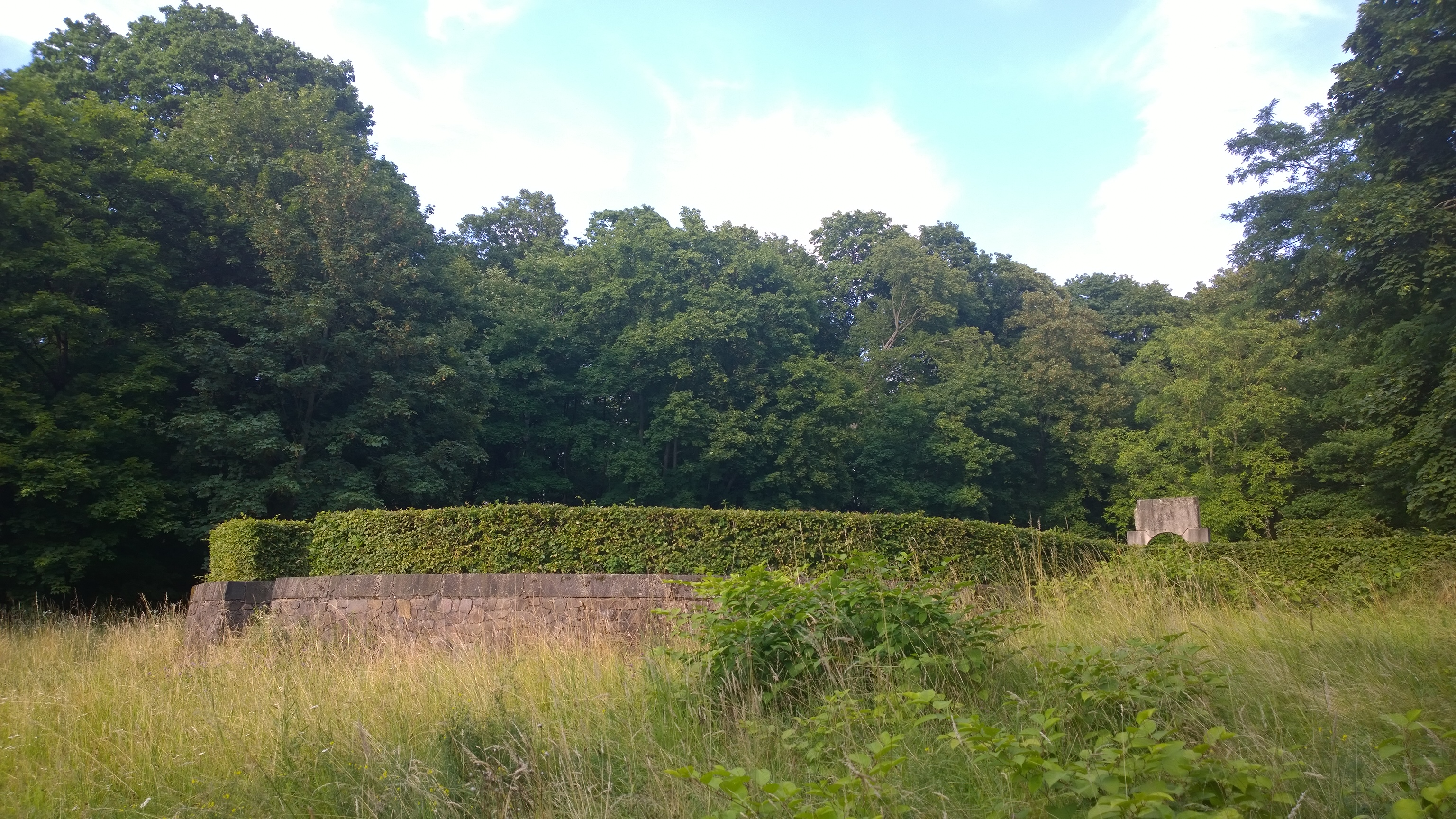
Blick auf das Rondell des Palais von Südwesten aus